# Burni Waihlebah
Burni Waihlebah är ett berg i Indonesien.   Det ligger i provinsen Sumatera Utara, i den västra delen av landet, 1 500 km nordväst om huvudstaden Jakarta. Toppen på Burni Waihlebah är 2 099 meter över havet.
Terrängen runt Burni Waihlebah är kuperad åt sydost, men åt nordväst är den bergig.  Trakten runt Burni Waihlebah är nära nog obefolkad, med mindre än två invånare per kvadratkilometer. I omgivningarna runt Burni Waihlebah växer i huvudsak städsegrön lövskog.